# Veronica cuneifolia
Veronica cuneifolia är en grobladsväxtart. Veronica cuneifolia ingår i släktet veronikor, och familjen grobladsväxter.

## Underarter
Arten delas in i följande underarter:
- V. c. cuneifolia
- V. c. massicytica
- V. c. surculosa